# 船渡御

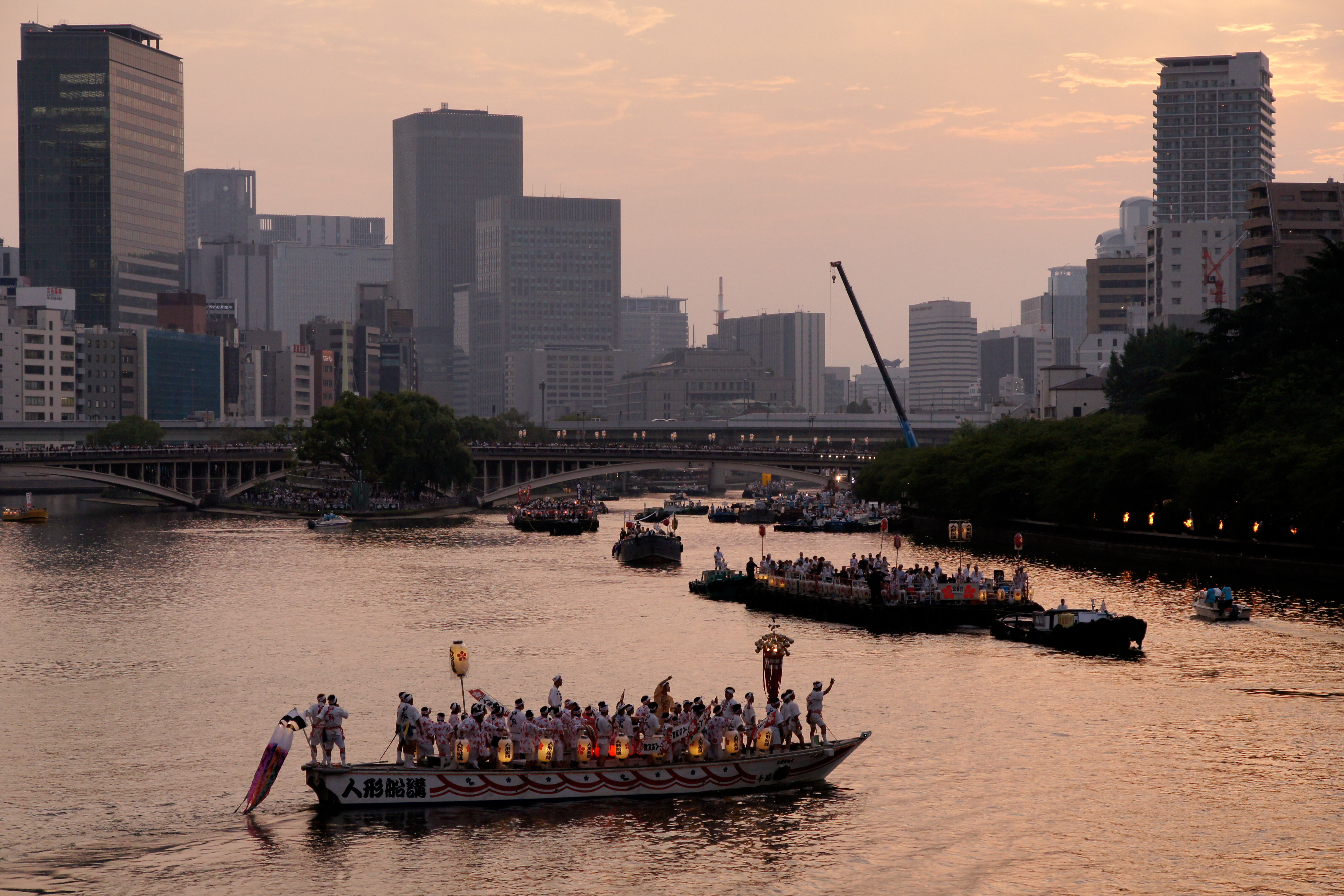
天神祭の船渡御

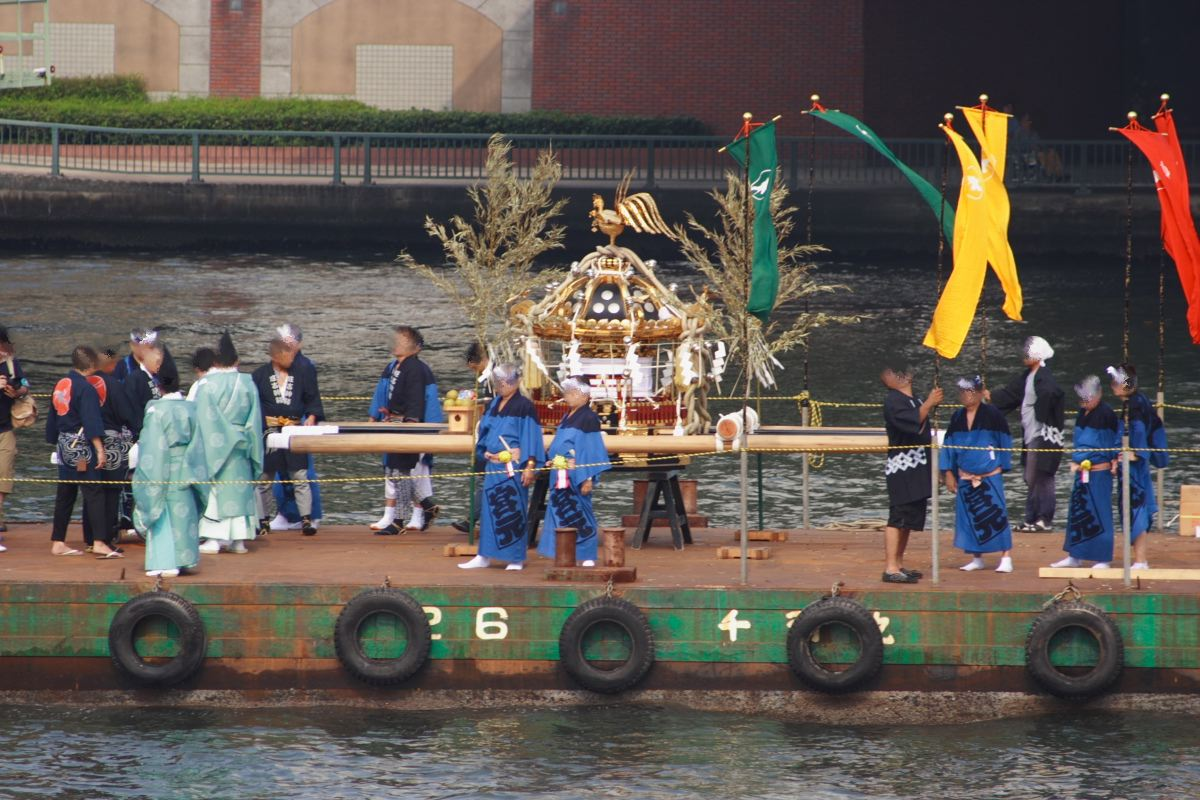
住吉神社の船渡御　海上祭へ

船渡御（ふなとぎょ）とは、祭礼などでの神事の一つ。渡御の一種で、神体や神霊を船に乗せて川や海を渡す。広義には、その船を送迎する神事も含む。一般的には、神霊の移った神輿を船に乗せて行われる。船渡御が行われるのは、禊として行う場合、住吉大神など海や川にまつわる神の渡御である場合、海を渡った島も氏子地域である場合やその島に御旅所がある場合、河川との関わりの深い地域で神輿の巡幸に水運が用いられた場合などがある。

## 例

### 大阪天満宮（大阪府大阪市北区）
日本三大祭の一つである天神祭に執り行われる神事の一つ。大阪市北区にある大阪天満宮の毎年7月に行われ、神霊をのせた御鳳輦奉安船に、お囃子をする船や供奉船などが従い、天神橋のたもとから出航して造幣局や中之島のある大川を遡り、反転して下る。

### 住吉神社（東京都中央区）
東京都中央区にある住吉神社の3年に1度行われる例大祭に執り行われる神事の一つ。古来、佃の渡しから神輿を担いだまま海に入る海中渡御を再現したもの。
海中の汚染などの理由から、1962年の例大祭を最後に中断されていたものを1990年の例大祭から復活させた。2005年例大祭は、住吉神社鎮座360年記念大祭とし、東京湾上で海上祭も執り行われる。

### 宗像大社（福岡県宗像市）
宗像三女神を奉斎する総社、宗像大社の秋の例大祭の最初に行われる海上渡御。約200隻の船団が宗像大島から七浦を廻り、宗像の港へパレードする。みあれ祭りと呼ばれる。